# Fan Čchang-lung
Fan Čchang-lung (čínsky pchin-jinem Fàn Chánglóng, znaky zjednodušené 范长龙, tradiční 范長龍; * květen 1947) je bývalý čínský komunistický voják a politik, do vyšších funkcí se propracoval od roku 2000, když působil jako náčelník štábu Šenjangského vojenského okruhu (2000–2003) a velitel Ťinanského vojenského okruhu (2004–2012). Roku 2012 byl zvolen místopředsedou ústřední vojenské komise a členem politbyra ústředního výboru KS Číny (obojí do 2017), roku 2013 také místopředsedou ústřední vojenské komise Čínské lidové republiky (do 2018).

## Život
Fan Čchang-lung se narodil v květnu 1947 v prefektuře Tan-tung na jihovýchodě provincie Liao-ning. Učil se na střední škole v Tan-tungu, roku 1968 byl poslán na venkov. Roku 1969 vstoupil do Čínské lidové osvobozenecké armády a téhož roku i do  Komunistické strany Číny. Službu zahájil jako voják a velitel družstva u dělostřelectva 16. armády, v letech 1973–1976 působil jako pracovník politického oddělení a politický politický komisař roty. Poté povýšil na zástupce velitele a velitele dělostřeleckého pluku. Roku 1985 byl přeložen na místo náčelníka štábu 48. divize v 16. armádě, poté velel 46. divizi téže armády (1990–1993). V letech 1993–2000 nejdříve dva roky stál v čele štábu 16. armády a pak 16. armádě pět let velel.
Roku 2000 po jednatřiceti letech služby opustil 16. armádu a přešel na místo náčelníka štábu Šenjangského vojenského okruhu. Na XVI. sjezdu KS Číny v listopadu 2002 byl zvolen kandidátem ústředního výboru. V letech 2003–2004 krátce působil jako pomocník náčelníka generálního štábu, poté velel Ťinanskému vojenskému okruhu (do listopadu 2012). Na XVI. sjezdu KS Číny v říjnu 2007 byl zvolen členem ústředního výboru. V Ťinanském vojenském okruhu vedl řadu pilotních projektů zaměřených na modernizaci logistiky čínské armády, k jeho úspěchům patřilo nasazení vojsk okruhu roku 2008 při pomoci obětem zemětřesení ve vzdáleném S’-čchuanu.
Začátkem listopadu 2012, několik dní před XVIII. sjezdem Komunistické strany Číny, byl společně s generálem Sü Čchi-liangem na zasedání ústředního výboru, které se zabývalo přípravou sjezdu, zvolen místopředsedou ústřední vojenské komise KS Číny. Byl to neobvyklý krok, když měl sjezd o několik dní později volit nové vedení strany, včetně vojenské komise, na další funkční období. Na závěr sjezdu byl Fan Čchang-lung potvrzen v ústředním výboru a zvolen členem politbyra a místopředsedou ústřední komise. Při obměně vedení státu v březnu 2013 byl zvolen i místopředsedou ústřední vojenské komise Čínské lidové republiky.
Na XIX. sjezdu KS Číny v říjnu 2017 již pro vysoký věk nekandidoval do vedení strany a v březnu 2018 odešel i ze státních funkcí a úřadů na penzi.